# Велшки корги пемброк
Велшки корги пемброк (енгл. Pembroke Welsh Corgi) је раса паса пореклом из Велса.  Према ФЦИ класификацији ова пасмина спада у прву ФЦИ групу, међу овчарске псе. Најмања је и уједно и најстарија пасмина у овој групи. Најстарији записи о овој пасмини датирају до 11. века.

## Изглед
Коргији имају дуго тело и кратке ноге те подигнуте уши. Велшки корги пемброк се рађа без репа, а уколико га има по рођењу онда се исти одстрањује. Кратке ноге омогућују коргијима да избегну евентуалне ударце говеда која чувају. 

### Величина
Коргији достижу максималну висину са девет месеци и она се креће од 25 до 30 центиметара (од шапа до рамена); међутим, њихово тело се развија до друге године живота. Идеална тежина за коргије је од 10 до 14 килограма код мужјака тј. од 10 до 13 килограма код женки. 

### Нарав
Велшки корги пемброк је веома нежан, воли да буде део породице и спреман је да уради све што власник тражи од њега. Има изражену потребу да задовољи власника па је стога вољан да учи те се да лако дресирати. Спада међу најинтелигентније псе. Иако је створен да чува стоку, може се користити и као чувар домаћинства који ће лајати само када је неопходно. Добро се слаже са другим животињама и са децом, али га је неопходно социјализовати док је још млад.